# Silvaplana
Silvaplana (rétorománsky Silvaplauna) je obec ve švýcarském kantonu Graubünden, okresu Maloja. Nachází se v údolí Engadin, asi 3 kilometry jihozápadně od Svatého Mořice, v nadmořské výšce 1815 metrů. Žije zde přibližně 1 100 obyvatel.

## Geografie

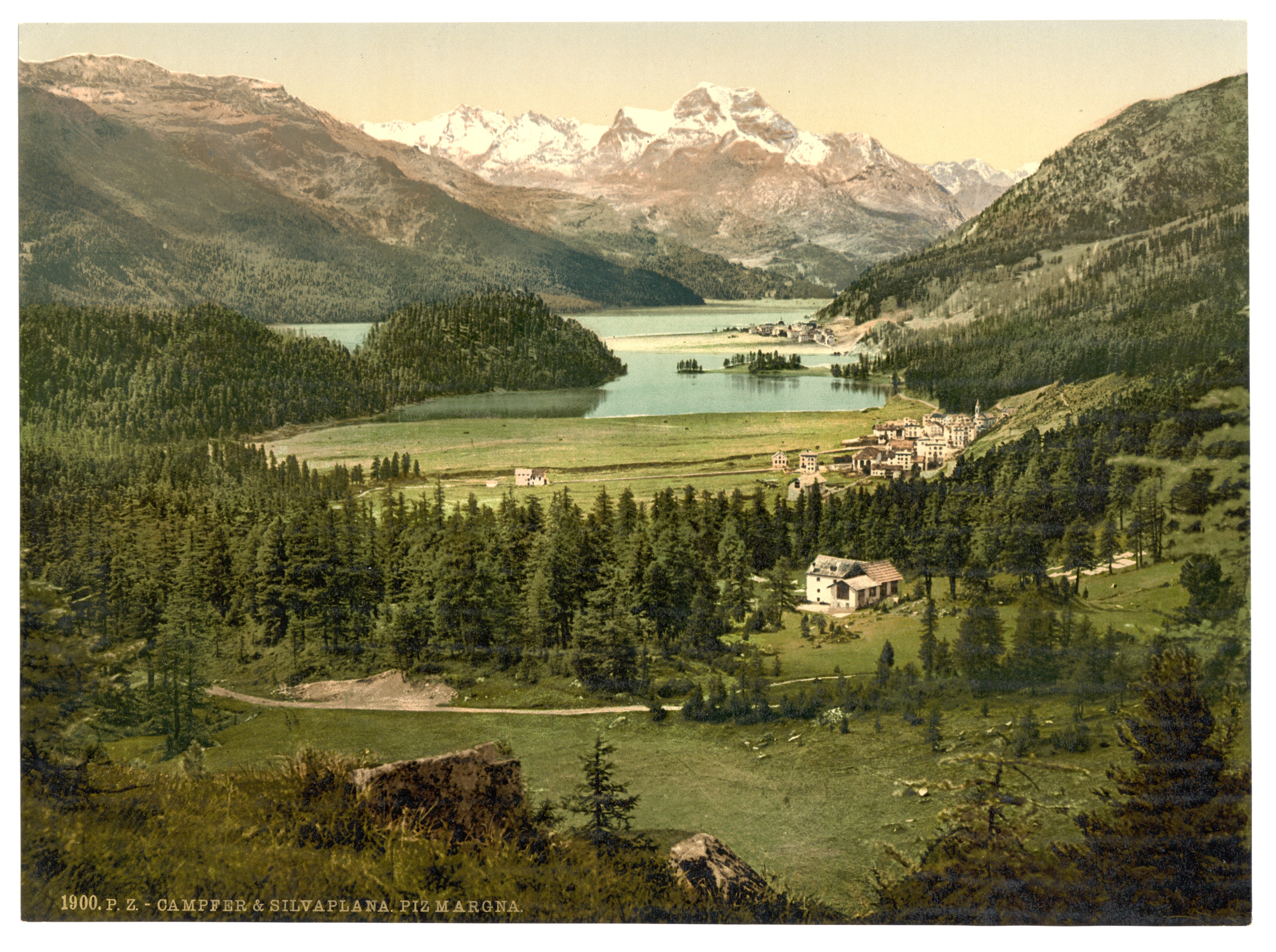
Silvaplana a okolí v roce 1900

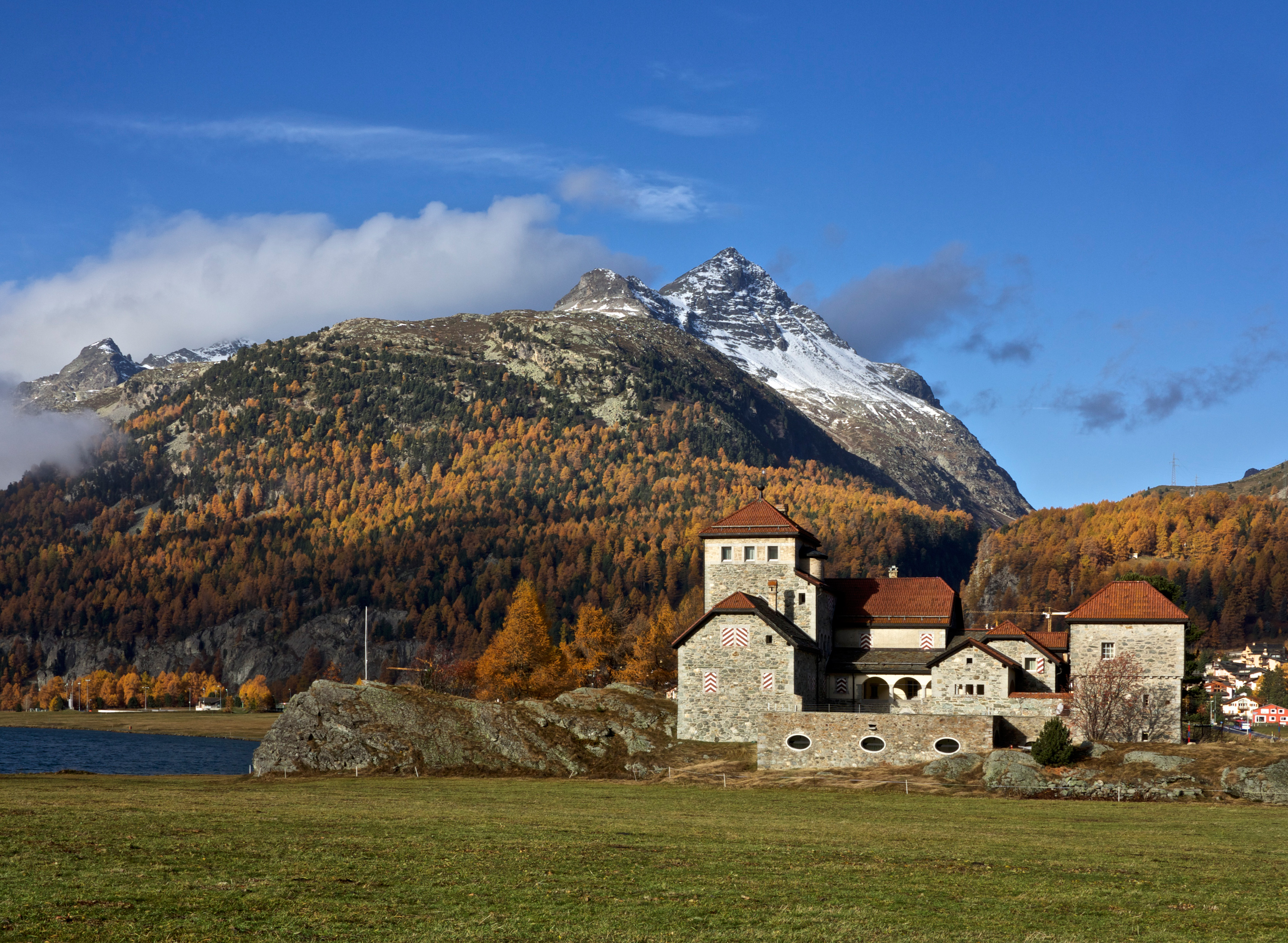
Hrad Crap da Sass, nacházející se v obci

Obec je známým rekreačním střediskem, těžícím i z přítomnosti blízkého Svatého Mořice. Nachází se u jezera Silvaplanersee v horním Engadinu, na začátku údolí Innu. Jezero je prostřední ze tří hornoengadinských jezer a leží mezi jezery Moritzer See a Silsersee. Na jižním břehu Innu leží osada (místní část) Surlej (rétorománsky „nad jezerem“). Nedaleko této části obce, na břehu jezera, se nachází balvan, o němž Friedrich Nietzsche uvádí, že ho v srpnu 1881, když se na tomto místě zastavil, napadla myšlenka věčného opakování – základ spisu Tak pravil Zarathustra.
Silvaplana leží přímo na křižovatce Innu a průsmyku Julier (2284 m n. m.), takže je snadno dostupná ze severu. Na jihovýchodě se terén strmě zvedá ke Corvatsch, horskému pásmu na okraji masivu Bernina, který je se svými 4048 metry nejvyšším vrcholem Východních Alp.

## Historie
Od římských dob byla Silvaplana významnou tranzitní vesnicí na hlavní cestě údolím Engadin. První zmínka o kostele v Silvaplaně pochází z roku 1356, současný kostel je však pozdně gotický a pochází z roku 1491. Reformace byla v obci zavedena v roce 1556. V 19. století byla rozšířena průjezdní silnice, rozvinul se cestovní ruch a byla postavena elektrárna. Počet farem se snížil z 24 v roce 1806 na 3 v roce 2000. Roku 1962 byl postaven zcela nový katolický kostel Panny Marie.
Stavební boom v obci začal v roce 1960, kdy se stala oblíbeným poklidným rekreačním střediskem v těsné blízkosti Svatého Mořice. Kromě hotelů byly v obci postaveny rozsáhlé podzemní garáže pro 300 aut. V letech 2010–2018 byl vybudován obchvat obce s tunelem. Silvaplana se také stala oblíbeným centrem plachtění a kitesurfingu a hostí mimo jiné závody Světového poháru ve windsurfingu.

## Obyvatelstvo
| Vývoj počtu obyvatel | Vývoj počtu obyvatel | Vývoj počtu obyvatel | Vývoj počtu obyvatel | Vývoj počtu obyvatel | Vývoj počtu obyvatel | Vývoj počtu obyvatel | Vývoj počtu obyvatel | Vývoj počtu obyvatel | Vývoj počtu obyvatel | Vývoj počtu obyvatel | Vývoj počtu obyvatel | Vývoj počtu obyvatel | Vývoj počtu obyvatel |
| -------------------- | -------------------- | -------------------- | -------------------- | -------------------- | -------------------- | -------------------- | -------------------- | -------------------- | -------------------- | -------------------- | -------------------- | -------------------- | -------------------- |
| Rok                  | 1804                 | 1850                 | 1900                 | 1950                 | 1970                 | 1980                 | 1990                 | 2000                 | 2006                 | 2010                 | 2012                 | 2019                 |                      |
| Počet obyvatel       | 348                  | 205                  | 319                  | 333                  | 714                  | 790                  | 720                  | 913                  | 946                  | 978                  | 1 012                | 1 132                |                      |

### Jazyky
Původně všichni obyvatelé obce mluvili jazykem putér, hornoengadinským dialektem rétorománštiny. Již ve druhé polovině 19. století přešla menšina na němčinu. V roce 1880 uvedlo rétorománštinu jako svůj mateřský jazyk 73,3 % a v roce 1910 48,61 % obyvatel. V roce 1941 se tento podíl zvýšil na 54,9 %. V roce 1970 se však rétorománština stala menšinovým jazykem (v roce 1970: 200 ze 714 obyvatel, tj. 28,01 %). Od té doby její podíl dále klesá. Díky výuce rétorománštiny ve škole však bylo ještě v roce 2000 34,1 % místních obyvatel schopno komunikovat v tomto jazyce. Spolu s němčinou je rétorománština také úředním jazykem obce. Nezanedbatelný podíl obyvatel (okolo 15 %) používá také italštinu. Následující tabulka ukazuje vývoj v posledních desetiletích:
| Jazyky v Silvaplaně |                   |                   |                   |                   |                   |                   |
| Jazyk               | Sčítání lidu 1980 | Sčítání lidu 1980 | Sčítání lidu 1990 | Sčítání lidu 1990 | Sčítání lidu 2000 | Sčítání lidu 2000 |
| Jazyk               | Počet             | Podíl             | Počet             | Podíl             | Počet             | Podíl             |
| Němčina             | 346               | 43,80 %           | 434               | 60,28 %           | 602               | 65,94 %           |
| Rétorománština      | 207               | 26,20 %           | 141               | 19,58 %           | 97                | 10,62 %           |
| Italština           | 138               | 17,47 %           | 127               | 17,64 %           | 145               | 15,88 %           |
| Počet obyvatel      | 790               | 100 %             | 720               | 100 %             | 913               | 100 %             |

### Národnostní složení
Z 946 obyvatel na konci roku 2005 bylo 719 (76 %) švýcarských státních příslušníků. Tento poměrně malý podíl obyvatel s místním občanstvím je dán zejména oblíbeností lokality mezi zahraničními milovníky sportů i místního klimatu, kteří zde vlastní mnoho rekreačních nemovitostí a často se zde usazují trvale. I díky tomu počet obyvatel obce v posledních desetiletích stoupá.

## Doprava
Obec se nachází na křižovatce kantonálních hlavních silnic č. 3 (Chur – Silvaplana – Malojapass) a č. 27 (Silvaplana – Svatý Mořic – Scuol – hranice s Rakouskem). Nejbližší železniční stanice se nachází na Rhétské dráze ve Svatém Mořici.